# 帝麼
帝麼股份有限公司，簡稱帝麼及帝麼股份（英語：DYMO Corporation），是一家全球生產電子標貼、印刷標貼、以及其他印刷鐳射影碟等公司。
其企業成立於1958年，現時為諾威屈伯德旗下公司。

## 外部連結
- 諾威屈伯德股份有限公司